# 阿爾杜德

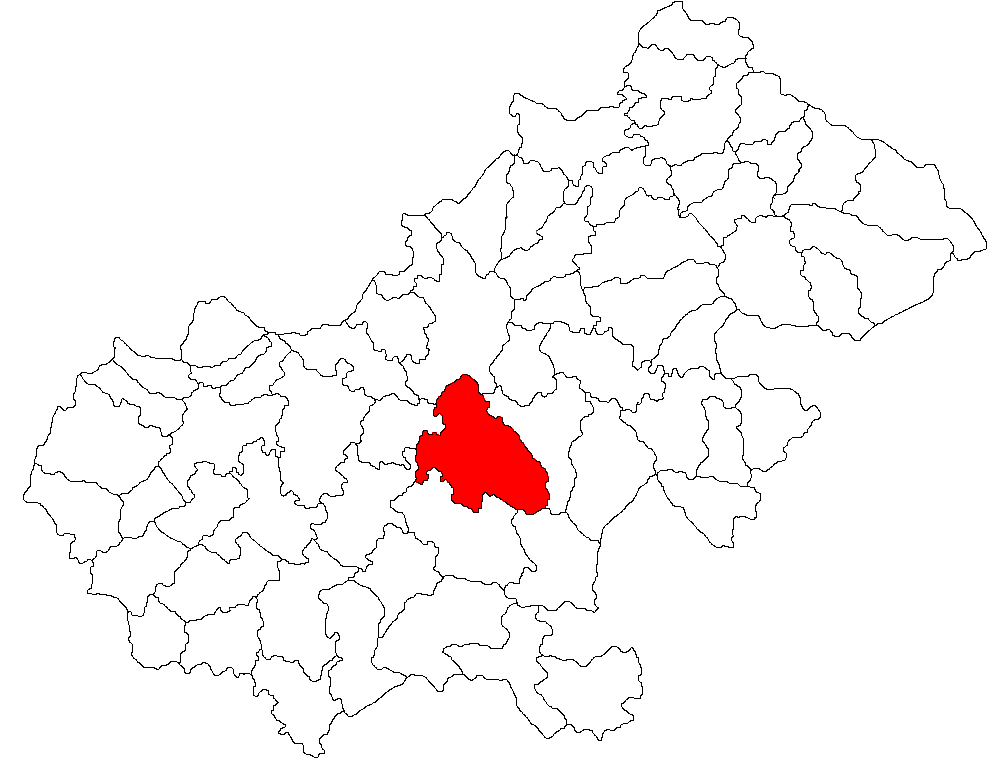

阿爾杜德是羅馬尼亞的城鎮，位於該國西北部，距離首府薩圖馬雷16公里，由薩圖馬雷縣負責管轄，面積142.63平方公里，海拔高度148米，2009年人口6,054，大多數居民信奉東正教和天主教。
47°38′N 22°53′E / 47.633°N 22.883°E